# Imlil
Imlil  (in arabo امليل‎?) è un centro abitato e comune rurale del Marocco situato nella provincia di Azilal, regione di Béni Mellal-Khénifra. Conta una popolazione di 10 435 abitanti (censimento 2014).